# Grande Prêmio da Alemanha de 1969
Resultados do Grande Prêmio da Alemanha de Fórmula 1 realizado em Nürburgring à 3 de agosto de 1969. Sétima etapa da temporada, teve como vencedor o belga Jacky Ickx.

## Classificação da prova
| Pos. | Nº | Piloto               | Construtor   | Voltas | Tempo/Diferença            | Grid | Pontos |
| ---- | -- | -------------------- | ------------ | ------ | -------------------------- | ---- | ------ |
| 1    | 6  | Jacky Ickx           | Brabham-Ford | 14     | 1:49:55.4                  | 1    | 9      |
| 2    | 7  | Jackie Stewart       | Matra-Ford   | 14     | + 57.7                     | 2    | 6      |
| 3    | 10 | Bruce McLaren        | McLaren-Ford | 14     | + 3:21.6                   | 8    | 4      |
| 4    | 1  | Graham Hill          | Lotus-Ford   | 14     | + 3:58.8                   | 9    | 3      |
| 5    | 26 | Henri Pescarolo      | Matra-Ford   | 14     | + 7:11.0                   | 13   |        |
| 6    | 29 | Richard Attwood      | Brabham-Ford | 13     | + 1 volta                  | 20   |        |
| 7    | 20 | Kurt Ahrens Júnior   | Brabham-Ford | 13     | + 1 volta                  | 19   |        |
| 8    | 22 | Rolf Stommelen       | Lotus-Ford   | 13     | + 1 volta                  | 22   |        |
| 9    | 31 | Peter Westbury       | Brabham-Ford | 13     | + 1 volta                  | 18   |        |
| 10   | 30 | Xavier Perrot        | Brabham-Ford | 13     | + 1 volta                  | 24   |        |
| 11   | 11 | Jo Siffert           | Lotus-Ford   | 12     | Acidente                   | 4    | 2      |
| 12   | 8  | Jean-Pierre Beltoise | Matra-Ford   | 12     | Suspensão                  | 10   | 1      |
| Ret  | 9  | Denny Hulme          | McLaren-Ford | 11     | Transmissão                | 5    |        |
| Ret  | 15 | Jackie Oliver        | BRM          | 11     | Vazamento de óleo          | 16   |        |
| Ret  | 2  | Jochen Rindt         | Lotus-Ford   | 10     | Ignição                    | 3    |        |
| Ret  | 28 | François Cevert      | Tecno-Ford   | 9      | Coroa da roda              | 14   |        |
| Ret  | 27 | Johnny Servoz-Gavin  | Matra-Ford   | 6      | Motor                      | 12   |        |
| Ret  | 16 | Jo Bonnier           | Lotus-Ford   | 4      | Vazamento de combustível   | 23   |        |
| Ret  | 17 | Piers Courage        | Brabham-Ford | 1      | Acidente                   | 7    |        |
| Ret  | 12 | Vic Elford           | McLaren-Ford | 0      | Acidente                   | 6    |        |
| Ret  | 3  | Mario Andretti       | Lotus-Ford   | 0      | Acidente                   | 15   |        |
| DNS  | 14 | John Surtees         | BRM          |        | Não largou                 | 11   |        |
| FAT  | 24 | Gerhard Mitter       | BMW          |        | Acidente fatal nos treinos | 25   | [ 2 ]  |
| DNS  | 23 | Hubert Hahne         | BMW          |        | Retirou-se                 | 17   |        |
| DNS  | 25 | Dieter Quester       | BMW          |        | Retirou-se                 | 21   |        |
| DNS  | 21 | Hans Herrmann        | Lotus-Ford   |        | Retirou-se                 |      |        |

## Tabela do campeonato após a corrida
|   | Pos. | Piloto          | Pontos |
| - | ---- | --------------- | ------ |
|   | 1    | Graham Hill     | 30     |
| 1 | 2    | Jackie Stewart  | 26     |
| 1 | 3    | Jacky Ickx      | 23     |
|   | 4    | Denny Hulme     | 15     |
|   | 5    | Pedro Rodríguez | 11     |

|   | Pos. | Construtor   | Pontos |
| - | ---- | ------------ | ------ |
|   | 1    | Lotus-Ford   | 44     |
| 2 | 2    | Matra-Ford   | 29     |
| 1 | 3    | Ferrari      | 28     |
| 1 | 4    | McLaren-Ford | 22     |
|   | 5    | BRM          | 18     |

- Nota: Somente as primeiras cinco posições estão listadas. Em 1969 os pilotos computariam cinco resultados nas seis primeiras corridas do ano e quatro nas cinco últimas. Neste ponto esclarecemos: na tabela dos construtores figurava somente o melhor colocado dentre os carros de um time.